# Carina Ödebrink
Marion Carina Ursula Ödebrink, född 13 september 1961 i Göteborgs Tyska församling, Göteborgs och Bohus län, är en svensk politiker (socialdemokrat). Hon är ordinarie riksdagsledamot sedan 2018, invald för Jönköpings läns valkrets.
Ödebrink är född och uppvuxen i Göteborg men är nu bosatt i Vaggeryd. Sedan 2013 har hon varit distriktsordförande för Socialdemokraterna i Jönköpings län. År 2014 utsågs hon till regionråd i Region Jönköpings län och hon har även suttit i kommunfullmäktige i Vaggeryds kommun.
Ödebrink har arbetat som förskollärare innan hon blev heltidspolitiker.